# Населення Рівненської області
На 1 лютого 2013 року чисельність населення Рівненської області становила 1 157 117 осіб, у тому числі них 553 177 (47,8 %) міського та 603 940 (52,2 %) сільського.
Для населення Рівненської області характерні значні міжрайонні відмінності у народжуваності та смертності. Найвищі показники народжуваності характерні для північних поліських районів — Рокитнівського — 22.3 на 1000 осіб у 2009 р. (середньоукраїнський показник — 11.3), Володимирецького — 21.6, Березнівського — 20.7, Сарненського — 19.0 та інших. Для цих же районів характерна і найнижча смертність — 12.0 у Сарненському районі (середньоукраїнський показник 15.3), Рокитнівському районі — 12.4, Березнівському — 13.4. Народжуваність у південних районах є меншою — від 8.9 у місті Острог та 11.5 у Демидівському районі до 15.2 у Корецькому. Загалом для всіх південних районів області крім Рівненського та міст Рівне та Дубно характерна депопуляція. Найбільше скорочується населення Демидівського району (−7.0 на 1000 осіб).
У 2007—2008 роках середня очікувана тривалість життя становила 68.90 років (чоловіки 62.97,жінки 75.36)

## Чисельність населення
Історична динаміка чисельності населення області (у сучасних кордонах)
| рік  | населення | місце серед регіонів |
| ---- | --------- | -------------------- |
| 1939 | 1 052 000 | 19                   |
| 1941 | 1 103 200 |                      |
| 1944 | 759 600   |                      |
| 1959 | 926 225   | 22                   |
| 1970 | 1 047 605 | 23                   |
| 1979 | 1 120 812 | 24                   |
| 1989 | 1 169 687 | 23                   |
| 2001 | 1 173 304 | 22                   |
| 2014 | 1 158 851 | 19                   |

## Національний склад
Історична динаміка національного складу області за даними переписів населення, %
|          | 1959 | 1970 | 1989 | 2001 |
| -------- | ---- | ---- | ---- | ---- |
| українці | 93,4 | 93,5 | 93,3 | 95,9 |
| росіяни  | 4,2  | 4,3  | 4,6  | 2,6  |
| білоруси | 1,2  | 1,3  | 1,4  | 1,0  |
| інші     | 1,2  | 0,9  | 0,7  | 0,5  |

Національний склад населення Рівненської області станом на 2001 рік, &
| №  | Національність | Кількість осіб | Відсоток до загальної кількості |
| -- | -------------- | -------------- | ------------------------------- |
| 1  | Українці       | 1 123 401      | 95,90 %                         |
| 2  | Росіяни        | 30 129         | 2,57 %                          |
| 3  | Білоруси       | 11 827         | 1,01 %                          |
| 4  | Поляки         | 2 031          | 0,17 %                          |
| 5  | Євреї          | 455            | 0,04 %                          |
| 6  | Молдовани      | 364            | 0,03 %                          |
| 7  | Чехи           | 333            | 0,03 %                          |
| 8  | Вірмени        | 314            | 0,03 %                          |
| 9  | Азербайджанці  | 274            | 0,02 %                          |
| 10 | Німці          | 252            | 0,02 %                          |
| 11 | Інші           | 2 065          | 0,18 %                          |
|    | Разом          | 1 171 445      | 100 %                           |

Національний склад районів та міст Рівненської області за переписом 2001 року, %
|                       | українці | росіяни | білоруси | поляки |
| --------------------- | -------- | ------- | -------- | ------ |
| м. Рівне              | 91,6     | 6,8     | 0,6      | 0,4    |
| м. Дубно              | 95,2     | 3,6     | 0,3      | 0,2    |
| м. Вараш              | 90,9     | 7,6     | 0,8      | 0,2    |
| м. Острог             | 94,9     | 2,8     |          | 1,7    |
| Березнівський район   | 99,4     | 0,5     | 0,1      |        |
| Володимирецький район | 99,2     | 0,5     | 0,1      |        |
| Гощанський район      | 98,7     | 0,8     | 0,2      |        |
| Демидівський район    | 98,8     | 0,6     |          |        |
| Дубенський район      | 99,0     | 0,8     | 0,1      |        |
| Дубровицький район    | 98,6     | 0,6     | 0,6      |        |
| Зарічненський район   | 98,9     | 0,5     | 0,5      |        |
| Здолбунівський район  | 96,4     | 2,7     | 0,3      | 0,2    |
| Корецький район       | 98,7     | 0,8     |          | 0,2    |
| Костопільський район  | 97,9     | 1,5     | 0,2      | 0,2    |
| Млинівський район     | 98,8     | 0,7     | 0,1      |        |
| Острозький район      | 99,0     | 0,6     |          |        |
| Рівненський район     | 97,7     | 1,6     | 0,3      | 0,1    |
| Радивилівський район  | 98,8     | 1,0     |          |        |
| Рокитнівський район   | 83,6     | 0,4     | 15,4     | 0,4    |
| Сарненський район     | 97,9     | 1,4     | 0,4      |        |
| Рівненська область    | 95,9     | 2,6     | 1,0      | 0,2    |

## Мовний склад
Рідна мова населення області за результатами переписів, %
|            | 1959 | 1970 | 1989 | 2001 |
| ---------- | ---- | ---- | ---- | ---- |
| українська | 92,6 | 94,3 | 94,0 | 97,0 |
| російська  | 5,2  | 5,1  | 5,6  | 2,7  |
| інша       | 2,2  | 0,6  | 0,4  | 0,3  |

Рідна мова населення Рівненської області за переписом 2001 р.
|                       | українська | російська | білоруська |
| --------------------- | ---------- | --------- | ---------- |
| РІВНЕНСЬКА ОБЛАСТЬ    | 97,0       | 2,7       | 0,1        |
| м. РІВНЕ              | 92,1       | 7,5       | 0,1        |
| м. ДУБНО              | 96,2       | 3,3       | 0,1        |
| м. ВАРАШ              | 90,4       | 9,3       | 0,2        |
| м. ОСТРОГ             | 97,3       | 2,4       | 0,1        |
| БЕРЕЗНІВСЬКИЙ РАЙОН   | 99,5       | 0,4       |            |
| ВОЛОДИМИРЕЦЬКИЙ РАЙОН | 99,3       | 0,6       | 0,1        |
| ГОЩАНСЬКИЙ РАЙОН      | 99,1       | 0,8       | 0,1        |
| ДЕМИДІВСЬКИЙ РАЙОН    | 99,2       | 0,6       | 0,1        |
| ДУБЕНСЬКИЙ РАЙОН      | 99,2       | 0,6       | 0,1        |
| ДУБРОВИЦЬКИЙ РАЙОН    | 98,9       | 0,7       | 0,4        |
| ЗАРІЧНЕНСЬКИЙ РАЙОН   | 99,4       | 0,4       | 0,2        |
| ЗДОЛБУНІВСЬКИЙ РАЙОН  | 97,3       | 2,4       | 0,1        |
| КОРЕЦЬКИЙ РАЙОН       | 99,2       | 0,7       |            |
| КОСТОПІЛЬСЬКИЙ РАЙОН  | 98,5       | 1,4       | 0,1        |
| МЛИНІВСЬКИЙ РАЙОН     | 99,2       | 0,7       |            |
| ОСТРОЗЬКИЙ РАЙОН      | 99,3       | 0,6       |            |
| РІВНЕНСЬКИЙ РАЙОН     | 98,3       | 1,5       | 0,1        |
| РОКИТНІВСЬКИЙ РАЙОН   | 99,3       | 0,4       | 0,2        |
| САРНЕНСЬКИЙ РАЙОН     | 98,2       | 1,6       | 0,1        |
| РАДИВИЛІВСЬКИЙ РАЙОН  | 99,1       | 0,7       | 0,1        |

### Вільне володіння мовами
За даними Всеукраїнського перепису населення 2001 року, 99,45 % мешканців Рівненської області вказали вільне володіння українською мовою, а 35,21 % — російською мовою. 98,88 % мешканців Рівненської області вказали вільне володіння мовою своєї національності.
Вільне володіння мовами найбільш чисельних національностей Рівненської області за даними перепису населення 2001 р.
|          | своєї національності | українська | російська |
| -------- | -------------------- | ---------- | --------- |
| Українці | 99,95 %              |            | 33,51 %   |
| Росіяни  | 96,10 %              | 82,24 %    |           |
| Білоруси | 15,52 %              | 95,88 %    | 38,80 %   |
| Поляки   | 34,47 %              | 98,13 %    | 52,93 %   |

## Вікова структура
|                                |  |                                   |  |                                                                                            |  |                         |  |
| Частка осіб віком 0 - 14 років |  | Частка осіб віком старше 65 років |  | Співвідношення між кількістю осіб віком до 15 років і кількістю осіб віком старше 65 років |  | Медіанний вік населення |  |

## Природний рух
Показники народжуваності, смертності та природного приросту населення у 1950—2014 рр.
| коефіцієнт (на 1000 осіб) | 1950 | 1960 | 1970 | 1990 | 2000 | 2010 | 2014 |
| ------------------------- | ---- | ---- | ---- | ---- | ---- | ---- | ---- |
| народжуваності            | 26,9 | 26,7 | 19,3 | 15,8 | 11,8 | 14,8 | 14,8 |
| смертності                | 10,1 | 6,7  | 7,9  | 10,6 | 13,1 | 13,0 | 12,7 |
| природного приросту       | 16,8 | 20,0 | 11,4 | 5,2  | -1,3 | 1,8  | 2,1  |

## Місце народження
За переписом 2001 року 95,6 % населення Рівненської області народилися на території України (УРСР), 4,4 % населення — на території інших держав (зокрема 2,4 % — на території Росії). 86,7 % населення народилися на території Рівненської області, 8,9 % — у інших регіонах України.
Питома вага уродженців різних регіонів України у населенні Рівненської області за переписом 2001 року:
| уродженців області | кількість | частка у населенні |
| Рівненської        | 1015997   | 86,7               |
| Волинської         | 17999     | 1,5                |
| Хмельницької       | 15491     | 1,3                |
| Житомирської       | 11200     | 1,0                |
| Львівської         | 9192      | 0,8                |
| Тернопільської     | 8942      | 0,8                |
| Вінницької         | 4211      | 0,4                |
| Київської          | 3579      | 0,3                |
| Донецької          | 2954      | 0,3                |
| Івано-Франківської | 2592      | 0,2                |
| Полтавської        | 2560      | 0,2                |
| Чернігівської      | 2393      | 0,2                |
| Дніпропетровської  | 2337      | 0,2                |
| Черкаської         | 2067      | 0,2                |
| Харківської        | 2029      | 0,2                |
| Сумської           | 1886      | 0,2                |
| Луганської         | 1783      | 0,2                |
| Закарпатської      | 1696      | 0,1                |
| Кіровоградської    | 1690      | 0,1                |
| Одеської           | 1611      | 0,1                |
| АР Крим            | 1575      | 0,1                |
| Миколаївської      | 1446      | 0,1                |
| Херсонської        | 1386      | 0,1                |
| м. Києва           | 1207      | 0,1                |
| Запорізької        | 1106      | 0,1                |
| Чернівецької       | 952       | 0,1                |
| Севастополя        | 79        | 0,0                |

## Зайнятість населення
Сфери зайнятості населення області за переписом 2001 року
| сфера діяльності                                                                 | кількість зайнятих | частка  |
| -------------------------------------------------------------------------------- | ------------------ | ------- |
| Сільське господарство, мисливство та лісове господарство                         | 127 341            | 31,8 %  |
| Обробна промисловість                                                            | 54 265             | 13,6 %  |
| Освіта                                                                           | 41 524             | 10,4 %  |
| Охорона здоров'я та соціальна допомога                                           | 33 623             | 8,4 %   |
| Оптова та роздрібна торгівля; торгівля транспортними засобами; послуги з ремонту | 32 356             | 8,1 %   |
| Державне управління                                                              | 24 300             | 6,1 %   |
| Транспорт і зв'язок                                                              | 22 105             | 5,5 %   |
| Будівництво                                                                      | 17 616             | 4,4 %   |
| Виробництво електроенергії, газу та води                                         | 14 863             | 3,7 %   |
| Колективні, громадські та особисті послуги                                       | 10 036             | 2,5 %   |
| Операції з нерухомістю, здавання під найм та послуги юридичним особам            | 7 995              | 2,0 %   |
| Готелі та ресторани                                                              | 7 681              | 1,9 %   |
| Добувна промисловість                                                            | 2 958              | 0,7 %   |
| Фінансова діяльність                                                             | 2 489              | 0,6 %   |
| Послуги домашньої прислуги                                                       | 450                | 0,1 %   |
| Рибне господарство                                                               | 320                | 0,1 %   |
| Неточно вказали або не вказали вид діяльності                                    | 318                | 0,1 %   |
| Всього зайнятих економічною діяльністю                                           | 400 240            | 100,0 % |